# 皮杜
皮杜（法語：Puidoux，法語發音：[pɥidu] ⓘ）是瑞士沃州的一个市镇，属于拉沃-奥龙区。皮杜的总面积为22.89平方公里，截至2018年12月31日总人口为2,878人。